# Пољски коридор
Пољски коридор (немачки: Polnischer Korridor; пољски: Korytarz polski), такође познат као Померански коридор, била је територија која се налазила у региону Померелија (Померанско војводство, Источна Померанија), која је Другој пољској републици омогућавала приступ Балтичком мору, делећи на тај начин највећи део Вајмарске Немачке од покрајине Источна Пруска. На свом најужем делу, пољска територија је имала свега 30 километара ширине.  Слободни град Гдањск (сада пољски градови Гдањск, Сопот и околна подручја), смештен источно од коридора, био је полунезависан град-држава у којем се говори немачки језик, а није био део ни Немачке ни Пољске, иако је био уједињен са овом другом кроз наметнуту унију која је обухватала царину, пошту, спољну политику, железнице и одбрану.
Након што је Пољска изгубила Западну Померанију од Немачке крајем 13. века, подручје Источне Помераније са стратешки важном луком Гдањск остало је уска трака земље која је Пољској давала приступ Балтичком мору и понекад се називала и Померанским коридором.

## Терминологија
Према речима немачког историчара Хартмута Букмана, термин коридор први су употребили пољски политичари, док пољски историчар Гжегож Лукомски пише да је израз сковала немачка националистичка пропаганда током двадесетих година прошлог века. На међународном нивоу, термин се већ користио у енглеском језику у марту 1919. године и без обзира на његово порекло, постао је широко распрострањен термин у енглеском језику.
Еквивалентни немачки термин је Polnischer Korridor. Пољски називи укључују korytarz polski („пољски коридор“) и korytarz gdański („Гдањски коридор“); међутим, помињање региона као коридора пољске дипломате у међуратном периоду сматрале су увредљивим. Међу најоштријим критичарима термина коридор био је пољски министар спољних послова Јозеф Бек, који је у свом говору у Сејму (пољском парламенту) 5. маја 1939. године рекао: „Инсистирам да се користи термин Поморско војводство. Реч коридор је вештачка идеја, јер је ова земља вековима била пољска, са малим процентом немачких досељеника. Пољаци су регион обично називали Pomorze Gdańskie („Гдањска Померанија“, "Померелија“) или једноставно Pomorze („Померанија“), или као województwo pomorskie („ Поморско војводство “), што је био административни назив за регион.

### Историја подручја

#### Историјска популација
Вероватно најранији подаци пописа о етничкој и националној структури Западне Пруске (укључујући подручја која су касније чинила коридор) датирају из 1819. године.
Карл Андре, у књизи Polen: in geographischer, geschichtlicher und culturhistorischer Hinsicht (Лајпциг, 1831. година), даје процему укупног број становника Западне Пруске од 700.000 — укључујући 50% Пољака (350.000), 47% Немаца (330.000) и 3% Јевреја (20.000).
Подаци из 19. и са почетка 20. века показују следеће етничке промене у четири главна округа коридора (Пук и Вејхерово на обали Балтичког мора; Картузи и Косћежина између покрајине Померанија и слободног града Гдањска):

### Савезнички планови за коридор после Првог светског рата
Током Првог светског рата, обе стране су се бориле за подршку Пољске, а лидери те земље су заузврат активно тражили подршку од обе стране. Роман Дмовски, бивши посланик у руској Државној думи и вођа покрета <i id="mwAh0">Ендеција</i>, био је посебно активан у тражењу подршке од савезника. Дмовски је тврдио да независној Пољској треба приступ мору из демографских, историјских и економских разлога. Тврдио је да Пољска без приступа мору никада не може бити истински независна. Након рата , Пољска је требало да буде поново успостављена као независна држава. Пошто пољска држава није постојала од Бечког конгреса, територија будуће републике морала је бити дефинисана.

Давање Пољској излаза на море била је једна од гаранција које је предложио председник Сједињених Држава Вудро Вилсон у својих Четрнаест тачака у јануару 1918. године. Тринаеста Вилсонова тачка је формулисана на следећи начин:
Требало би основати независну пољску државу која би обухватала територије насељене несумњиво пољским становништвом, којој би требало да буде осигуран слободан и безбедан приступ мору, а чија би политичка и економска независност и територијални интегритет требало да буду гарантовани међународним пактом.
Следећи аргументи су били употребљени:

#### Етнографски разлози
, Етничка ситуација је била један од разлога за враћање подручја обновљеној Пољској држави. Већину становништва у том подручју чинили су Пољци. Како је наведено у извештају пољске комисије Врховном савету савезника 12. марта 1919: „Коначно, мора се признати чињеница да би 600.000 Пољака у Западној Пруској по било ком алтернативном плану остало под немачком влашћу“. Такође, Дејвид Хантер Милер из групе стручњака и академика председника Вудроа Вилсона (познате као Истрага) забележио у свом дневнику са Париске мировне конференције: „Ако Пољска на овај начин не обезбеди приступ мору, 600.000 Пољака у Западној Пруској остаће под немачком влашћу, а 20.000.000 Пољака у самој Пољској вероватно ће имати само отежан и несигуран комерцијални излаз“. Пруски попис становништва из 1910. године показао је да је у региону било 528.000 Пољака (укључујући западнословенске Кашубе, који су подржали пољске националне листе на немачким изборима), у поређењу са 385.000 Немаца (укључујући војнике и званичнике стациониране у том подручју). Покрајина Западна Пруска је у целини имала између 36% и 43% етничких Пољака у 1910. години. Узрок за неслагање у коначном проценту зависности од извора (нижи број се директно заснива на подацима немачког пописа из 1910. године, док се већи број заснива на прорачунима према којима се велики део тих људи који су се у званичном попису рачунали као католички Немци заправо идентификовао да припада Пољацима). Пољаци нису желели да пољско становништво остане под контролом немачке државе, која је у прошлости третирала пољско становништво и друге мањине као грађане другог реда и тежила германизацији. Како ке професор Луис Бернштајн Намијер (1888–1960)рођен у породици јеврејског порекла у Лублинској губернији ( Руско царство, бивши Конгрес Пољска ) и касније британски држављанин,  бивши члан Британске обавештајне службе током Првог светског рата  и британске делегације на Версајској конференцији,  познат по свом антипољском  и антинемачком   ставу, написао у Манчестер Гардијану 7. новембра 1933: „Пољаци су нација Висле, а њихова насеља се протежу од извора реке до њеног естуара.“ ... Једино је праведно да захтев речног слива превлада над захтевом приморја.“

#### Економски разлози
Пољаци су сматрали да би без директног приступа Балтичком мору економска независност државе била илузорна. Око 60,5% пољског увоза и 55,1% извоза је пролазило кроз ово подручје. У извештају Пољске комисије поднетом Врховном савету савезника наводи се:
1.600.000 Немаца у Источној Пруској може бити адекватно заштићено обезбеђивањем слободе трговине преко коридора, док би било немогуће пружити адекватан излаз становницима нове пољске државе (која броји 25.000.000) ако би тај излаз морао бити гарантован преко територије стране и вероватно непријатељске силе.
Уједињено Краљевство је прихватило ову аргументацију. Укидање Пољског коридора би укинуло економску способност Пољске да се одупре зависности од Немачке. Као што је Луис Бернштајн Намијер, професор модерне историје на Универзитету у Манчестеру, познат и по својој „легендарној мржњи према Немачкој“  и германофобији , као и по свом антипољском ставу усмереном против онога што је дефинисао као „агресивни, антисемитски и ратнохушкачки империјалистички“ део Пољске, написао у новинском чланку 1933. године:
Читав пољски транспортни систем је ишао ка ушћу Висле. ... 90% пољског извоза долазило је из њених западних покрајина.  ... Пресецање коридора значило је мању ампутацију за Немачку; његово затварање би значило дављење за Пољску.
До 1938. године, 77,7% пољског извоза је одлазило или преко Гдањска (31,6%) или новоизграђене луке Гдиња (46,1%) 

#### Мишљење истраге
Дејвид Хантер Милер је у свом дневнику са Париске мировне конференције забележио да је проблем пољског приступа мору веома тежак јер је остављање целе Померелије под немачком контролом значило одсецање милиона Пољака од њихових трговинских канала и остављање неколико стотина хиљада Пољака под немачком влашћу, док је одобравање таквог приступа значило одсецање Источне Пруске од остатка Немачке. Истрага је препоручила да се и Коридор и Гдањск директно уступе Пољској.
На крају, препоруке Истраге су само делимично спроведене: већи део Западне Пруске је дат Пољској, али је Гдањск добио статус слободног града.

## Укључење у Другу пољску републику
Током Првог светског рата, Централне силе су протерале руске царске трупе из Конгресне Пољске и Галиције, што је претходно било дефинисно Брест-Литовским споразумом од 3. марта 1918. године. Након војног пораза Аустро-Угарске, независна Пољска република је проглашена у западној Галицији 3. новембра 1918. године, истог дана када је Аустрија потписала примирје. Слом Западног фронта царске Немачке и касније повлачење њених преосталих окупационих снага након Компјењског примирја 11. новембра омогућили су републици коју су предводили Роман Дмовски и Јозеф Пилсудски да преузме контролу над некадашњим конгресно-пољским областима. Такође у новембру, револуција у Немачкој приморала је кајзера Вилхелма II на абдикацију и отворила пут успостављању Вајмарске републике. Почев од децембра, Пољско-украјински рат проширио је територију Пољске републике тако да обухвати Волињу и делове источне Галиције, док је истовремено немачка покрајина Позен (где је чак и према немачком попису из 1910. године 61,5% становништва било Пољска) била одсечена Великопољским устанком, који је успео да припоји већи део територије покрајине Пољској до јануара 1919. године. Ово је навело Ота Ландсберга и Рудолфа Брајтшајда из Вајмарске државе да позову на оружане снаге како би се обезбедиле преостале источне територије Немачке (од којих су неке садржавале значајне пољске мањине, првенствено на бившим пруским територијама). Позиву се одазвао министар одбране Густав Носке, који је декретом издао подршку за прикупљање и распоређивање добровољачких снага за обезбеђивање Источне Пруске, Шлеске и округа Неце.
Париска мировна конференција је отворена 18. јануара 1919. године, а резултирала је нацртом Версајског уговора 28. јуна 1919. године. Чланови 27 и 28 споразума одређивали су територијални облик коридора, док су чланови од 89-ог до 93-ег одређивали транзит, држављанство и питања имовине. Према одредбама Версајског споразума, који је ступио на снагу 20. јануара 1920. године, коридор је успостављен као приступ Пољске Балтичком мору са 70% распуштене провинције Западна Пруска,  која се састојала од малог дела Помераније са око 140 километара обале, укључујући полуострво Хел, односно 69 километара без њега.
Морска лука Гдањск, град у коме се већински говорио немачки језик и који у том тренутку контролише естуар главног пољског пловног пута, реке Висле, постаје Слободни град Гдањск и стављен је под заштиту Лиге народа без плебисцита. Након што су лучки радници у луци ступили у штрајк током Пољско-совјетског рата, одбијајући да истоваре муницију, пољска влада је одлучила да изгради складиште муниције у Вестерплатеу и морску луку у Гдињи на територији коридора, повезаног са индустријским центрима Горње Шлеске, новоизграђеном пољском железничком пругом којом се допремао угаљ.

## Егзодус немачког становништва
Немачки аутор Кристијан Рајц фон Френц пише да је након завршетка Првог светског рата пољска влада покушала да заустави систематску германизацију из претходних деценија. Фридрих Велики (краљ Пруске од 1740. до 1786. године) населио је око 300.000 колониста у источним провинцијама Пруске и циљао је на уклањање пољског племства, које је презирао. Фредерик је такође описао Пољаке као „немарно пољско смеће“ и упоредио их са Ирокезима. С друге стране, подстицао је администраторе и наставнике који су могли да говоре и немачки и пољски. Пруска је спровела другу колонизацију са циљем германизације након 1832. године. Пруси су крајем 19. века усвојили законе усмерене на германизацију покрајина Позен и Западна Пруска. Пруска комисија за насељавање утврдила је додатних 154.000 колониста, укључујући и локално становништво, у провинцијама Позен и Западна Пруска пре Првог светског рата. Војно особље је такође укључено у попис становништва. У то подручје је доведен известан број немачких државних службеника и трговаца, што је утицало на стање становништва.
Према Ричарду Бланкеу, 421.029 Немаца је живело у том подручју 1910. године, што је чинило 42,5% становништва. Бланкеа је критиковао Кристијан Рајц фон Френц, који је његову књигу сврстао у серију на ту тему која има антипољску пристрасност. Уз то, пољски професор А. Чиенцијала је описао Бланкеове ставове као симпатије према Немачкој. Поред војног особља обухваћеног пописом становништва, у то подручје је доведен и велики број немачких државних службеника и трговаца, што је утицало на састав становништва, према речима Анджеја Хвалбе. До 1921. године удео Немаца је опао на 18,8% (175.771). Током наредне деценије, немачко становништво се смањило за додатних 70.000, на удео од 9,6%.
Немачки политолог Штефан Волф, професор на Универзитету у Бирмингему, тврди да су поступци пољских државних званичника након успостављања коридора следили „ток асимилације и угњетавања“. Као резултат тога, велики број Немаца је напустио Пољску након 1918. године: према Волфу, 800.000 Немаца је напустило Пољску до 1923. године, према Готхолду Родеу, 575.000 људи је напустило бившу покрајину Позен и коридор након рата, према Херману Раушнингу, 800.000 Немаца је отишло између 1918. и 1926. године, савремени аутор Алфонс Крисински проценио је 800.000 плус 100.000 из Источне Горње Шлеске. Савремена немачка статистика каже да је 592.000 Немаца отишло до 1921. године, други пољски научници кажу да је отишло и до милион Немаца. Луис Бернштајн Намијер је покренуо питање да ли су многи Немци који су отишли заправо били досељеници без корена у том подручју - Намијер је 1933. године приметио да се „мора поставити питање колико је тих Немаца првобитно вештачки насељено у тој земљи од стране пруске владе“.
Риард Бланке, у својој књизи „Сирочад Версаја“, наводи неколико разлога за егзодус немачког становништва:
- Више некадашњих досељеника из Пруске комисије за насељавање који су се населили у том подручју након 1886. године како би га германизовали, у неким случајевима је добило месец дана да напусте подручје, а у другим случајевима им је речено да оду одмах.
- Пољска је била угрожена током Пољско-бољшевичког рата 1919–1921, а немачко становништво се плашило да ће бољшевичке снаге контролисати Пољску. Миграција у Немачку је била начин да се избегне регрутација и учешће у рату.
- Немци запослени у државној служби попут судија, тужилаца, наставника и службеника су напустили територију јер Пољска није обновила њихове уговоре о раду. Немачки индустријски радници су такође отишли због страха од конкуренције нижих плата. Многи Немци су постали економски зависни од пруске државне помоћи, јер се Пруска борила против „пољског проблема“ у својим покрајинама.
- Немци су одбили да прихвате живот у пољској држави. [42] Као што је рекао Луис Бернштајн Намијер : „Неки Немци су несумњиво отишли јер нису желели да живе под влашћу расе коју су претходно угњетавали и презирали.“[43]
- Немци су се плашили да ће Пољаци тражити одмазду након више од једног века узнемиравања и дискриминације пољског становништва од стране пруске и немачке државе.
- Социјална и језичка изолација: Док је становништво било мешовито, само су Пољаци морали бити двојезични. Немци обично нису учили пољски. Када је пољски постао једини службени језик у покрајинама са пољском већином, њихова ситуација је постала тешка. Пољаци су избегавали Немце, што је допринело њиховој изолацији.
- Нижи животни стандард. Пољска је била много сиромашнија земља од Немачке.
- Бивши нацистички политичар, а касније и противник Херман Раушнинг, написао је да 10% Немаца није било спремно да остане у Пољској без обзира на третман према њима, а додатних 10% су били радници из других делова Немачког царства без порекла у региону.

Бланке наводи да је званична подршка пољске државе играла секундарну улогу у немачком егзодусу. Кристијан Рајц фон Френц напомиње „да су многе репресивне мере предузеле локалне и регионалне пољске власти упркос актима Парламента и владиним декретима, који су најчешће били у складу са споразумом о мањинама, Женевском конвенцијом и њиховим тумачењем од стране Савета Лиге“ — иако је такође истина да су неке од централних власти прећутно толерисале локалне иницијативе против немачког становништва.“ Иако је било демонстрација и протеста, а повремено и насиља над Немцима, они су били на локалном нивоу, а званичници су брзо истакли да је то био повратни ударац на ранију дискриминацију Пољака. Било је и других демонстрација када су Немци показали нелојалност током Пољско-совјетског рата, док је Црвена армија објавила повратак на предратне границе из 1914. године. Упркос притиску јавности и повременим локалним акцијама, око 80% Немаца је добровољно одлучило да емигрира. 
Хелмут Липелт пише да је Немачка искористила постојање немачке мањине у Пољској за политичке циљеве и као део својих ревизионистичких захтева, што је резултирало пољским контрамерама. Пољски премијер Владислав Сикорски је 1923. године изјавио да дегерманизација ових територија мора бити окончана енергичном и брзом ликвидацијом имовине и исељавањем немачких „Optanten“ (Немци који су одбили да прихвате пољско држављанство и према Версајском споразуму требало је да напусте територију Пољске) како би немачки националисти схватили да је њихов поглед на привремено стање пољске западне границе погрешан.За Липелта, ово је делимично била реакција на немачке претензије, а делимично пољски национализам, позивајући на искључивање немачког елемента. Заузврат, антипољске предрасуде су додатно подстицале немачку политику.

## Утицај на плебисцит у Источној пруској
У периоду који је претходио плебисциту у Источној пруској у јулу 1920. године, пољске власти су имале намеру да спрече саобраћај кроз Коридор, прекидајући поштанску, телеграфску и телефонску комуникацију. Дана 10. марта 1920. године, британски представник у Комисији за плебисцит у Маријенвердеру, Х. Д. Бомонт, писао је о бројним континуираним тешкоћама које стварају пољски званичници и додао: „Као резултат тога, лоша воља између пољске и немачке националности и иритација због пољске нетолеранције према немачком становништву у Коридору (сада под њиховом влашћу), далеко гора од било које раније немачке нетолеранције према Пољацима, расту до те мере да је немогуће поверовати да садашње насеље (границе) може имати икакве шансе да буде трајно. Може се са сигурношћу тврдити да чак ни најатрактивније економске предности не би навеле ниједног Немца да гласа за Пољаке. Ако је граница сада незадовољавајућа, биће много више када буде морала да се повуче на овој страни (реке) без природне линије коју треба пратити, одсецајући Немачку од обале реке и на око миљу од Маријенвердера, који ће сигурно гласати за Немце. Не знам ни за једну сличну границу створену било којим споразумом.“

## Утицај на транзитни саобраћај
Немачко Министарство саобраћаја основало је поморска службу Источне Пруске 1922. године како би се обезбедила трајектна веза са Источном Пруском, сада немачком ексклавом, како би била мање зависна од транзита преко пољске територије.
Везе возом су такође биле могуће запечаћивањем вагона (Korridorzug), тј. путници нису били приморани да поднесу захтев за званичну пољску визу у пасош; међутим, путници су се изузетно плашили ригорозних инспекција пољских власти пре и после запечаћивања.
У мају 1925. године, воз који је пролазио кроз коридор на путу ка Источној Пруској је доживео незгоду, зато што су шипке биле уклоњене са пруге на краткој удаљености, а спојне плоче одшрафљене. Погинуло је 25 људи, укључујући 12 жена и двоје деце, док је око 30 особа повређено.

## Земљишна реформа из 1925. године
Према пољском историчару Анджеју Хвалби, током владавине Краљевине Пруске и Немачког царства коришћена су различита средства за повећање количине земље у власништву Немаца на рачун пољског становништва. У Пруској, пољском племству су након поделе краљевине конфискована имања и предата су немачком племству. Исто је важило и за католичке манастире. Касније је Немачко царство купило земљу у покушају да спречи обнављање пољске већине у насељеним подручјима у својим источним покрајинама.
Пољска влада је 1925. године усвојила програм аграрне реформе са циљем експропријације земљопоседника.Иако је само 39% пољопривредног земљишта у Коридору било у власништву Немаца, први годишњи списак имовине која је требало реформисати укључивао је 10.800 хектара од 32 немачка земљопоседника и 950 хектара од седам Пољака. Војвода Поморја, Виктор Ламот, нагласио је да „део Поморја кроз који пролази такозвани коридор мора бити очишћен од већих немачких поседа“, да приобални регион „мора бити насељен национално свесним пољским становништвом. Имања која припадају Немцима морају бити опорезована више како би се подстакли да добровољно предају земљу ради насељавања. Погранични окрузи, посебно појас земље широк десет километара, морају бити насељени Пољацима. Немачка имања која се овде налазе морају бити смањена без обзира на њихову економску вредност или ставове њихових власника“.
Истакнути политичари и припадници немачке мањине били су први који су били укључени на листу за аграрну реформу и којима је имовина одузета.

## Интереси Вајмарске републике
Стварање коридора изазвало је велико негодовање у Немачкој, а све међуратне владе Вајмарске републике одбиле су да признају источне границе договорене у Версају, и одбиле су да, након немачког признања западних граница у Локарнским споразумима из 1925. године, дају сличну декларацију у вези са својим источним границама. 
Институције у Вајмарској Немачкој подржавале су и охрабривале немачке мањинске организације у Пољској, делимично радикализоване пољском политиком према њима, да поднесу близу 10.000 жалби о кршењу права мањина Друштву народа.
Пољска је 1931. године изјавила своју посвећеност миру, али је истакла да би сваки покушај ревизије њених граница значио рат. Поред тога, у разговору са америчким председником Хербертом Хувером, пољски делегат Филипович је приметио да би свака континуирана провокација Немачке могла да наведе пољску страну на инвазију, како би се питање решило једном за свагда.

## Нацистичка Немачка и пољска дипломатија
Нацистичка партија, предвођена Адолфом Хитлером, преузела је власт у Немачкој 1933. године. Хитлер је у почетку демонстративно водио политику приближавања Пољској,  што је кулминирало десетогодишњим пољско-немачким пактом о ненападању из 1934. године. У годинама које су уследиле, Немачка је ставила нагласак на поновно наоружавање, као и Пољска и друге европске силе. Упркос томе, нацисти су успели да остваре своје непосредне циљеве без изазивања оружаног сукоба: прво, у марту 1938. нацистичка Немачка је анектирала Аустрију, а крајем септембра Судете након Минхенског споразума ; Пољска је такође напредовала према Чехословачкој и анектирала Трансолзу (1. октобар 1938). Немачка је покушала да наведе Пољску да се придружи Антикоминтерновском пакту. Пољска је тај предлог одбила, јер је савез брзо постајао сфера утицаја све моћније Немачке. Немачки министар спољних послова Јоаким фон Рибентроп је 24. октобра 1938. године затражио од пољског амбасадора Јозефа Липског да Пољска потпише Антикоминтернски пакт. Током посете Риму 27. и 28. октобра 1938. године, Рибентроп је рекао италијанском министру спољних послова грофу Галеацу Ћану да жели да Антикоминтернски пакт претвори у војни савез и говорио је о својој жељи да Пољска, Југославија, Мађарска и Румунија потпишу Антикоминтернски пакт како би „сва наша енергија могла бити усмерена против западних демократија“. У тајном говору пред групом од 200 немачких новинара 10. новембра 1938. године, Хитлер се жалио да је његова мировна пропаганда, у којој је истицао да је његова спољна политика заснована на мирној ревизији Версајског уговора, била превише успешна код немачког народа, и позвао је на нову пропагандну кампању са циљем да подстакне ратоборно расположење у Немачкој. Приметно је да непријатељи које је Хитлер имао на уму у свом говору нису били Пољска, већ Француска и Британија.
Након преговора са Хитлером о Минхенском споразуму, британски премијер Невил Чемберлен је известио да је „рекао приватно, а синоћ је јавно поновио, да је, након што се реши ово судетско-немачко питање, то крај немачких територијалних претензија у Европи“. Међутим, готово одмах након споразума, Хитлер га је прекршио. Нацисти су повећали своје захтеве за припајање Слободног града Гдањска територији Немачке, наводећи „заштиту“ немачке већине као мотив. У новембру 1938. године, управник округа Гдањск, Алберт Форстер, известио је Лигу народа да му је Хитлер рекао да ће пољске границе бити загарантоване ако Пољаци буду „разумни као Чеси“. Немачки државни секретар Ернст фон Вајцзекер потврдио је ову наводну гаранцију у децембру 1938. године. Током зиме 1938–1939, вршен је све већи притисак на Пољску и Мађарску да потпишу Антикоминтерновски пакт. 
У почетку, главна брига немачке дипломатије није био Гдањск или Пољски коридор, већ да Пољска потпише Антикоминтернски пакт, што је, како је амерички историчар Герхард Вајнберг приметио, био „... формални гест политичког и дипломатског поштовања према Берлину, одвајајући их од било каквих других прошлих или будућих међународних веза, и немајући никакве везе са Совјетским Савезом“. Крајем 1938. и почетком 1939. године, Хитлер је одлучио да покрене рат са Британијом и Француском, а потписивање Антикоминтернског пакта од стране Пољске требало је да заштити источну границу Немачке док се Вермахт окреће ка западу. У новембру 1938. године, Хитлер је наредио свом министру спољних послова Рибентропу да Антикоминтерновски пакт, који је потписан са Јапанским царством 1936. године, а којем се фашистичка Италија придружила 1937. године, претвори у антибритански војни савез. Почев од октобра 1938. године, примарни фокус немачког војног планирања био је на рату против Британије, а Хитлер је наредио Луфтвафеу да почне са изградњом стратешких бомбардера способних да бомбардују британске градове. Дана 17. јануара 1939. године, Хитлер је одобрио чувени З план који је предвиђао гигантску флоту која би се супротставила Краљевској морнарици, а 27. јануара 1939. године наредио је да од тада Кригсмарине имају први приоритет у погледу одбрамбених трошкова.
Ситуација у вези са Слободним градом и Пољским коридором створила је бројне главобоље немачкој и пољској царини. Немци су тражили изградњу екстратериторијалног аутопута Рајхсаутобан (како би се завршио аутопут Берлин-Кенигсберг) и железнице кроз Пољски коридор, чиме би се ефикасно анектирала пољска територија и повезала Источна Пруска са Гдањском и Немачком, док би се Пољска одсекла од мора и њене главне трговачке руте. Ако би Пољска пристала, заузврат би продужили пакт о ненападању на 25 година.
Хитлер је искористио питање статуса града као изговор за напад на Пољску, објашњавајући током састанка на високом нивоу немачких војних званичника у мају 1939. године да је његов прави циљ добијање животног простора за Немачку, изоловање Пољака од њихових савезника на Западу, а потом напад на Пољску, чиме би се избегло понављање чешке ситуације, у коју су се умешале западне силе.

## Ултиматум из 1939. године
Ревидирани и мање повољан предлог дошао је у облику ултиматума који су нацисти поставили крајем августа, након што су већ била дата наређења за напад на Пољску 1. септембра 1939. године. Ипак, у поноћ 29. августа, фон Рибентроп је предао британском амбасадору сер Невилу Хендерсону списак услова који би наводно осигурали мир у вези са Пољском. Гдањск је требало да се врати Немачкој, а у Пољском коридору је требало да се одржи плебисцит; Пољаци који су рођени или су се тамо населили од 1919. године не би имали право гласа, док би сви Немци рођени, али не живе тамо, имали. Предложена је размена мањинског становништва између две земље. Ако би Пољска прихватила ове услове, Немачка би пристала на британску понуду међународне гаранције, која би укључивала и Совјетски Савез. Пољски опуномоћеник, са пуним овлашћењима, требало је да стигне у Берлин и прихвати ове услове до поднева следећег дана. Британски кабинет је услове сматрао „разумним“, осим захтева за пољским опуномоћеником, што је сматрано сличним прихватању Хитлерових услова од стране чехословачког председника Емила Хаха средином марта 1939. године.
Тек следећег поднева пољски амбасадор Јожеф Липски се појавио у Министарству спољних послова и затражио састанак са Рибентропом. Пет сати касније је уведен, и пошто није имао преговарачка овлашћења која је захтевао Хитлер, Рибентроп га је испратио уз информацију да ће о томе обавестити „Фирера“. Тако су немачко-пољски односи били прекинути. 

## Инвазија Немачке – завршетак постојања коридора
Првог септембра 1939. године, Немачка је напала Пољску. Немачка Четврта армија је победила пољску Поморску армију, којој је био задатак одбрана овог региона, и заузела је коридор током битке код Тухолске шуме до 5. септембра. Коридор је потом директно анектирала Немачка све док га није поново заузела Црвена армија на крају рата. Друге значајне битке одиграле су се код Вестерплатеа, пољске поште у Гдањску, Оксивја и Хела.

## Пољски коридор у књижевности
У свом књижевном делу „Облик ствари које долазе“, објављеном 1933. године, Х. Џ. Велс је предвидео да ће коридор бити почетна тачка будућег Другог светског рата. Он је у књизи приказао да је рат започет у јануару 1940. године и да би укључивао бомбардовање цивила из ваздуха, али да би резултирао десетогодишњим застојем налик рововском рату између Пољске и Немачке, што би на крају довело до светског друштвеног колапса почетком 1950-их.